# Jimmy Beasley
James Edward „Jimmy“ Beasley (* 30. September 1929 oder 1931 in Kansas City, Missouri) ist ein ehemaliger US-amerikanischer Rhythm-&-Blues-Musiker (Gesang, Piano), der sich stilistisch an Fats Domino orientierte.

## Leben und Wirken
Beasley, dessen Eltern aus Texas stammten, wuchs in Kansas City auf und begann seine Karriere als Sänger im Aces Quartet und im Sonny Kenner Trio, bevor er begann, sich selbst am Klavier zu begleiten. Nach seinem Umzug nach Los Angeles 1954, wo er kurze Zeit Theologie studierte, arbeitete er in der Band von King Perry, mit der Aufnahmen für Hollywood Records entstanden, u. a. Beasleys Titel Back to Kansas City. 1955 arbeitete er außerdem mit Johnny Otis und Maxwell Davis.
Beasley nahm Mitte der 1950er-Jahre auf Maxwells Anregung in New Orleans eigene Songs wie Ella Jane (mit Plas Johnson) und Titel wie Little Coquette/Don’t Feel Sorry for Me, My Happiness/Jambalaya und Near You/I’m So Blue für das R&B-Label Modern Records mit der Begleitband von Dave Bartholomew in Cosimo Matassas Studio auf, die jedoch nicht sehr erfolgreich in den R&B-Charts waren. Fats Domino coverte 1956 erfolgreich Beasleys Single Don’t Feel Sorry for Me, die entfernt auf Dominos Don’t Blame It on Me von 1955 basierte. Ab 1957 arbeitete er für Alan Freed in New York, schrieb Songmaterial für Fats Domino, spielte mit Thurston Harris und trat in verschiedenen Fernsehshows auf, u. a. bei Al Jarvis und Steve Allen. Mit Maxwell Davis entstand 1957 Johnny’s House Party (Cover eines Johnny-Heartsman-Titels).
Beasley nahm in den 1960er-Jahren erneut für Modern Records auf. 1970 spielte er in Nachtclubs in Nevada; in den folgenden Jahren trat er noch auf verschiedenen Bluesfestivals auf. Ein Schlaganfall beendete in den 1990er-Jahren seine Karriere. Seine Originalaufnahmen wurden unter dem Titel Jimmy’s House Party von Ace Records wiederveröffentlicht.

## Diskographische Hinweise
- Fabulous Jimmy Beasley (Modern, 1956)
- Jimmy’s House Party (Modern, 1957, neu aufgelegt als Twist with Jimmy Beasley, Crown, 1961)